# Isole Gilbert
Le isole Gilbert sono sedici atolli e un'isola alta (Banaba, un tempo chiamata Ocean) che costituiscono l'arcipelago principale delle Kiribati (di cui la Repubblica odierna trae il nome moderno), nel centro dell'Oceano Pacifico.
Il loro nome, datogli nel 1820 da un ammiraglio estone al servizio dello zar (Krusenstern) e dal capitano francese Louis-Isidore Duperrey (sotto la forma in francese di îles Gilbert), risulta della loro scoperta nel 1788 dai capitani britannici Thomas Gilbert e Marshall (il nome di quest'ultimo fu dato alle vicine isole Marshall). Ma già nel 1606 Pedro Fernandes de Queirós scoprì Butaritari e Makin. Il nome di Gilberts (al plurale in inglese), pronunciato /Kiribas/ dai gilbertesi, è stato scritto Kiribati seguendo le regole ortografiche in uso in gilbertese. Questo nome è diventato il nome ufficiale della Repubblica il 12 luglio 1979.
Le isole Gilbert sono state sotto protettorato britannico dal 1892 e colonia britannica dal 1916 (insieme con le isole Ellice, diventate poi Tuvalu) fino al 1979. Occupate dai giapponesi il 10 dicembre 1941, furono liberate dagli americani nel novembre 1943 al termine di una breve campagna.
Le Isole Gilbert sono: Abaiang, Abemama, Aranuka, Arorae, Banaba, Beru, Butaritari, Kuria, (Little) Makin, Maiana, Marakei, Nikunau, Nonouti, Onotoa, Tabiteuea, Tamana, e Tarawa (dove ha sede la capitale della Repubblica, Tarawa Sud).